# Landschaftsschutzgebiet Garenfeld

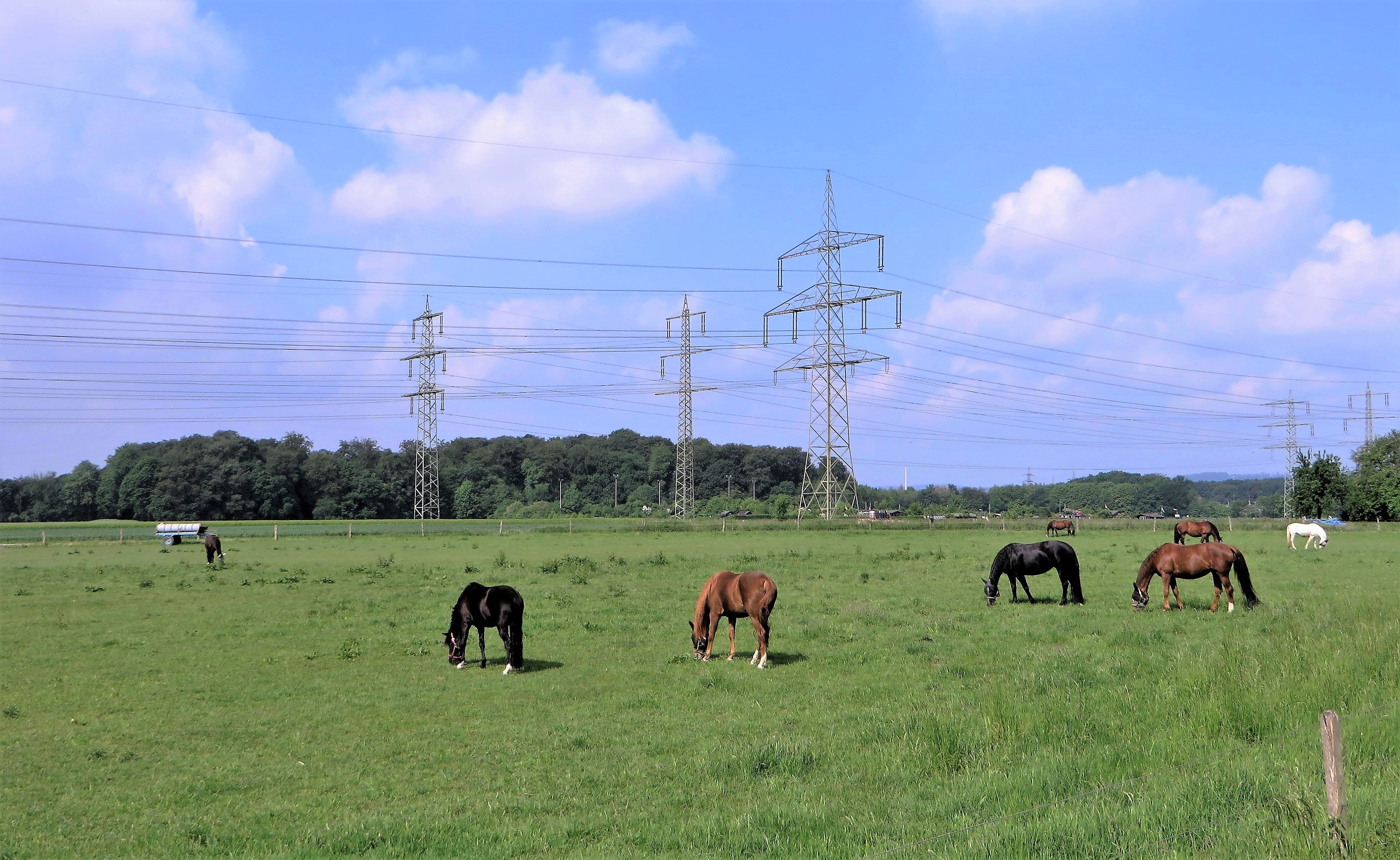
Landschaftsschutzgebiet Garenfeld im Vordergrund

Das Landschaftsschutzgebiet Garenfeld mit einer Flächengröße von 241,09 ha befindet sich auf dem Gebiet der kreisfreien Stadt Hagen in Nordrhein-Westfalen. Das Landschaftsschutzgebiet (LSG) liegt im Hagener Stadtteil Garenfeld. Das LSG wurde 1994 mit dem Landschaftsplan der Stadt Hagen vom Stadtrat von Hagen ausgewiesen. 

## Beschreibung
Das LSG grenzt im Norden an einen Siedlungsteil von Garenfeld und an das Naturschutzgebiet Alter Ruhrgraben (Hagen). Im Westen an das Landschaftsschutzgebiet Garenfelder Wald. Im Süden liegt das Naturschutzgebiet Lennesteilhang Garenfeld. Im Osten bzw. Südosten liegt die A 45. Das LSG umfasst überwiegend landwirtschaftliche Flächen mit Äckern und Grünland.

## Schutzzweck
Laut Landschaftsplan erfolgte die Ausweisung „zur Erhaltung und Wiederherstellung der Leistungsfähigkeit des Naturhaushaltes, insbesondere durch Sicherung naturnah entwickelter Lebensräume und wegen seiner besonderen Bedeutung für die Erholung im ländlichen Raum“.